# Planta termogènica
Les “plantes termogèniques” tenen la capacitat d'elevar la seva temperatura per sobre de la de l'aire circumdant. La calor es genera als mitocondris, com un procés secundari de respiració cel·lular anomenat termogènesi. L'oxidasa alternativa i les proteïnes desacobladores similars a les que es troben en els mamífers permeten el procés, que encara és poc conegut.

## Paper de la termogènesi en el món vegetal
Encara ara, els botànics no estan del tot segurs de per què les plantes termogèniques generen grans quantitats calor, però la majoria estan d'acord que tindria alguna cosa a veure amb l'augment de les taxes de pol·linització. La termogènesi en els òrgans reproductius té lloc en diverses famílies de plantes amb llavor, incloent Araceae, Aristolochiaceae, Annonaceae, Cycadaceae, Cyclanthaceae, Magnoliaceae, Nelumbonaceae and Nymphaeaceae.
La teoria més acceptada actualment afirma que la calor endògena ajudaria a difondre certes substàncies químiques que atraurien els pol·linitzadors cap a la planta. Per exemple, Amorphophallus konjak utilitza la calor per ajudar a difondre la seva olor de carn podrida. Aquesta olor atrau les mosques que pol·linitzen la planta.
Altres teories apunten que la calor podría proporcionar una recompensa de calor per al pol·linitzador: els pol·linitzadors són atrets per la flor simplemente per la seva calor. Aquesta teoria té menys suport perquè la majoria de plantes termogèniques es troben en climes tropicals.
Una altra teoria és que la calor ajudaria a protegir-se contra els danys de les gelades, permetent que la planta germin i broti. Per exemple, el Symplocarpus foetidus genera calor, que li permet fondre la capa de neu que té a sobre a principis de primavera. La calor però, s'utilitza principalment per ajudar a difondre la seva olor i atreure els pol·linitzadors.

## Producció de calor
Actualment, la termogènesi en plantes s'associa parcialment a l'oxidasa alternativa resistent al cianur (AOX, de l’anglès Cyanide-resistant alternative oxidase), un enzim mitocondrial de la cadena de transport d'electrons alternativa, ruta metabòlica específica de plantes i alguns fongs i protistes. L'AOX actua com a acceptor d'electrons de l'ubiquinol i així by-passa el Complex III.
L'AOX redueix l'oxigen fins a aigua sense establir-se cap gradient de protons, i per tant, permenten una caiguda dràstica de l'energia lliure entre l'ubiquinol i l'oxigen, la qual és dissipada en forma de calor metabòlic.
La reducció del potencial redox mitocondrial per l'oxidasa alternativa augmenta la respiració improductiva i genera un excés de calor que escalfa els teixits o òrgans termogènics.